# Scottish Division One 1926/1927
Třicátý sedmý ročník Scottish Division One (1. skotské fotbalové ligy) se konal od 14. srpna 1926 do 30. dubna 1927.
Soutěže se zúčastnilo opět 20 klubů a vyhrál ji popatnácté ve své historii Rangers FC. Nejlepším střelcem se stal hráč Celtic FC Jimmy McGrory, který vstřelil 48 branek.